# Serve di Gesù
Le Serve di Gesù (in spagnolo Siervas de Jesús) sono un istituto religioso femminile di diritto pontificio: le suore di questa congregazione pospongono al loro nome la sigla S.d.J.

## Storia
La congregazione è sorta a Caracas a opera della religiosa Carmen Rendiles Martínez, che distaccò alcune case venezuelane dall'istituto delle Ancelle di Gesù nel Santissimo Sacramento di Tolosa dando inizio a un ramo autonomo.
L'istituto fu eretto canonicamente dal cardinale José Humberto Quintero Parra, arcivescovo di Caracas, il 14 agosto 1969.
La beatificazione di madre Rendiles Martínez, prima superiora generale delle Serve di Gesù, fu approvata da papa Francesco.

## Attività e diffusione
Il fine della congregazione è quello di rendere un culto speciale al Santissimo Sacramento.
Oltre che in Venezuela, la congregazione è presente in Colombia; la sede generalizia è a Caracas.
Alla fine del 2015 l'istituto contava 92 religiose in 18 case.